# Jan z Gazy
Jan z Gazy – poeta i gramatyk bizantyński z VI wieku, przedstawiciel szkoły retorycznej w Gazie.
Jan żył za czasów cesarza Justyniana (527–565) w Gazie, gdzie wykładał gramatykę w tamtejszej szkole. Jest autorem Opisu obrazu świata w zimowej łaźni. Utwór został napisany z okazji ufundowania łaźni publicznej w Gazie przez biskupa Marcjana. Wzmianka Chorycjusza w epitafium poświęconym Prokopowi o oddaniu do użytku publicznego łaźni w Gazie, pozwala datować utwór na lata 526–536. Poeta wyrecytował go wobec słuchaczy w dwóch częściach, pierwszą rano, drugą po południu. Utwór składa się 703 wersów heksametrycznych, napisanych techniką Nonnosa, z dodatkiem (prolalią) liczącym 25 trymetrów jambicznych i liczącą 4 trymetry jambiczne wkładką po pierwszej części i opisuje obraz świata przedstawiony na ścianie łaźni. Przedstawiał on 60 postaci alegorycznych, takich jak Ajon, Uranos, Helios na Atlasie w towarzystwie Arete i Sophii, Okeanosa, Thalatty, Bythosa, Wiatrów, Pioruna, Błyskawicy, Hor, Eithera i in. Poemat stanowi objaśnienie obrazu kontynuując tradycję retorycznych ekfraz Prokopa z Cezarei, z zabarwieniem neoplatońskim. Rodzajowo utwór należy do, wywodzącego się z paradoksografii, gatunku ekfrazy, które w szkołach retorycznych stanowiły ćwiczenia zadawane adeptom sztuki krasomówczej i mogły mieć za przedmiot rzeki, morza, góry, pomniki cesarzy, filozofów, budowle miejskie lub całe miasta.
Jan jest również autorem sześciu drobnych utworów lirycznych pisanych w anakreontejach, techniką podobną do Synezjuszowej. Trzy ostatnie dotyczą gazejskiego Święta Róż i Adonisa. 4. i 5. opisują obchód tego święta w szkole Jana, a 6. stanowi duet Zeusa i Afrodyty wybierających się do podziemi po Adonisa. Pierwszy z utworów stanowi bezbarwny epithalamion, drugi jest pochwałą wodza Zachariasza z Askalonu, a trzeci – zachętą do wygłoszenia wierszy o Święcie Róż i Adonis. Poeta chociaż był chrześcijaninem, nie pozostawił nawet śladu swoich wierzeń w swych utworach.